# Symphurus oligomerus
Symphurus oligomerus és un peix teleosti de la família dels cinoglòssids i de l'ordre dels pleuronectiformes que viu a l'est del Pacífic (des de Califòrnia fins al Perú).